# قطعنامه ۱۳۴۲ شورای امنیت
قطعنامه ۱۳۴۲ شورای امنیت سازمان ملل متحد که در تاریخ ۲۷ فوریه ۲۰۰۱ تصویب شد، سندی بین‌المللی دربارهٔ بررسی وضعیت صحرای غربی است. این قطعنامه طی نشست ۴۲۸۴ام با ۱۵ رای موافق، ۰ مخالف و ۰ ممتنع تصویب شد.